# ケネス・ブレースウェイト
ケネス・ジョン・ブレースウェイト2世（Kenneth John Braithwaite II、1960年 - ）は、アメリカ合衆国の海軍軍人、政治家、外交官、実業家。駐ノルウェー・アメリカ合衆国大使を経て、ドナルド・トランプ政権で第77第海軍長官を務めた。最終階級は海軍少将。イラク戦争への従軍歴がある。

## 経歴

### 生い立ちと教育
1960年12月24日生まれ、ミシガン州リボニア出身。1984年、海軍兵学校を卒業し、船舶工学の学士号を取得。 1995年、ペンシルバニア大学Fels Institute of Governmentにて公共経営修士号を取得する。
また、海軍大学校と空軍指揮幕僚大学（Air Command and Staff College）より準修士号を取得している。
1993年から1996年まで、ペンシルバニア州リドレーパークの議員を務めた。その後、1997年から2000年まで、ペンシルベニア州選出上院議員（当時）のアーレン・スペクター（Arlen Specter）の最高顧問となり、スペクターの州担当ディレクターを務めた。

### 軍人時代

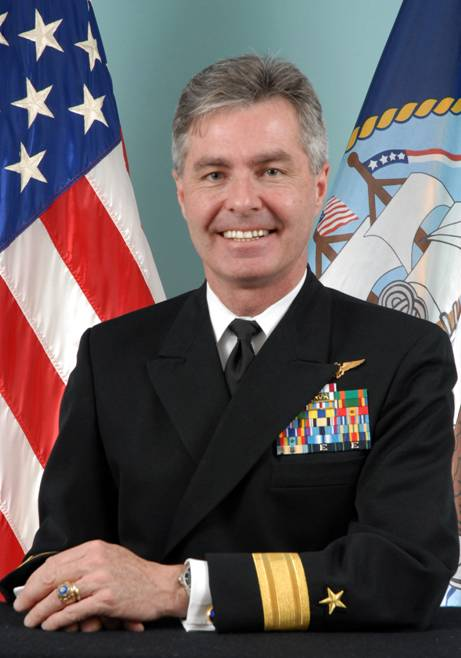
ブレースウェイト少将（2007年撮影）

1984年に少尉として任官した。ブレイスウェイトは、当初、国会議事堂の立法事務局の特別補佐官として抜擢された。1986年4月に海軍飛行士となり、ハワイのバーバーズ・ポイント海軍航空基地から派遣されたパトロール隊17で対潜哨戒任務に就いた。1988年4月、空母「アメリカ」の広報部長として広報任務に就き、1990年にはフィラデルフィア海軍造船所の司令官付広報主任となった。湾岸戦争開戦に伴い、地中海とインド洋にNATO派遣を行った。
1993年の退役後、海軍予備軍（Navy Reserve）入隊。1993年から2002年まで、第6艦隊、第7艦隊、米太平洋艦隊、第2空母群司令官など、数多くの司令部でさまざまな役割を担った。
2002年、大西洋海軍戦闘カメラ（予備役）の司令官に選ばれ、2003年のイラク侵攻の際には、戦闘作戦を支援するために司令部と共に派遣された。2004年には、統合実現能力司令部の一部である統合広報支援部隊（Joint Public Affairs Support Element-Reserve）の指揮官に抜擢された。この役職では、紛争時に戦闘指揮官を支援するために前方展開される50人の合同広報遠征部隊を指揮した。2005年にはパキスタンのイスラマバードに派遣され、戦略コミュニケーション部長として、災害対応司令官と駐パキスタン米国大使に同時に報告した。
2007年、ノーフォークの統合広報支援部隊のディレクター時代に、海軍少将に指名された。同年6月、上院で昇進が承認された。2011年6月に退役するまで、海軍の情報副長官（Navy's vice chief of Information）を務めた。

### 実業家時代
1993年6月に現役を退くと、ペンシルバニア大学大学院に入学。その後、アトランティック・リッチフィールド社（ARCO社）にオペレーション担当マネージャーとして採用され、労働組合員の管理を担当した。その後、ARCOのワシントンD.C.事務所に配属され、規制関連業務に携わった。

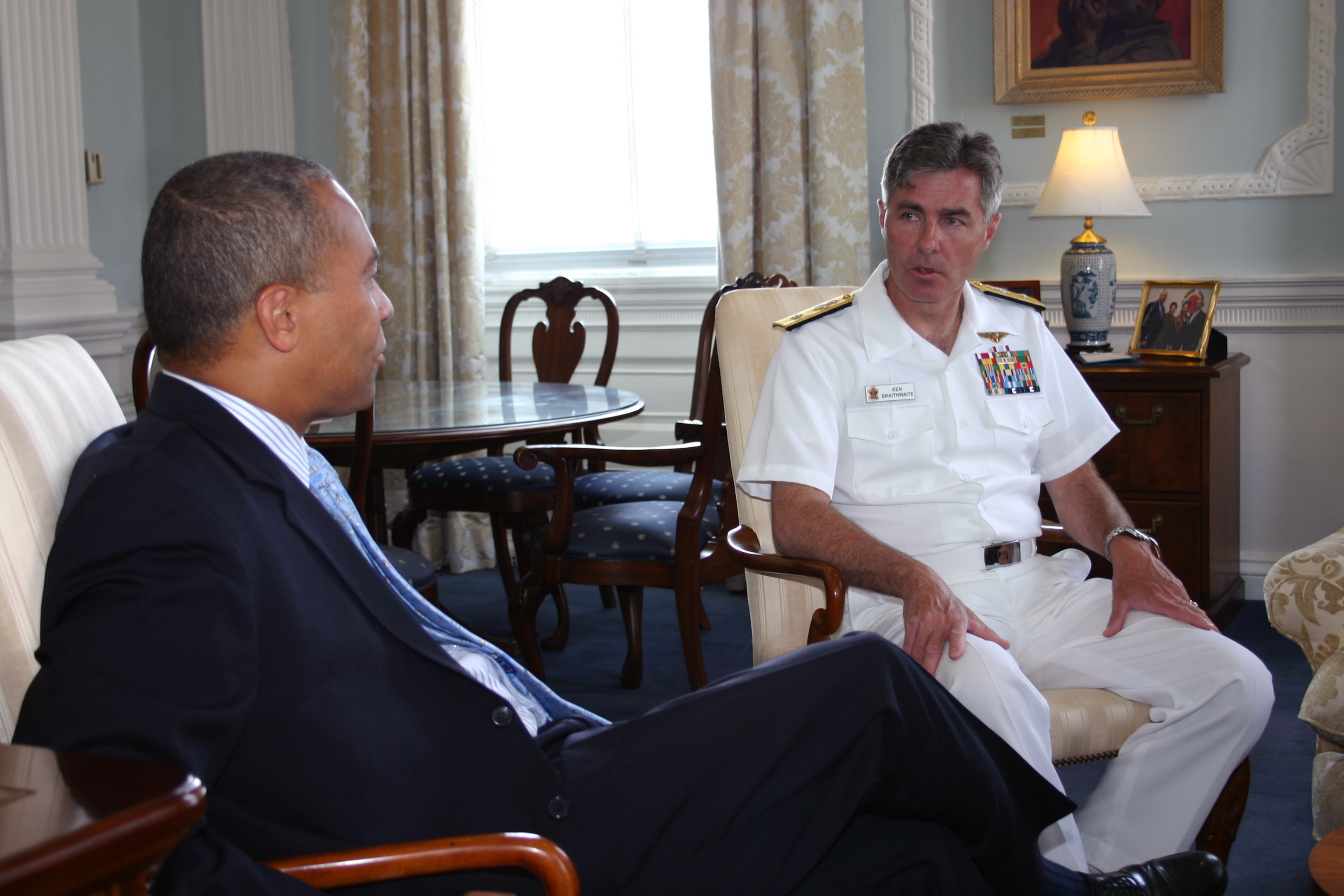
2008年7月1日、マサチューセッツ州知事のデヴァル・パトリック（左）と面会する情報副長官時代のブレースウェイト

#### ケンブリッジ・アナリティカ
2020年1月、ブレースウェイトが2016年11月1日から1年間の契約をケンブリッジ・アナリティカと結んでいたことが同社の文書から判明し、ノルウェー大使就任前にケンブリッジ・アナリティカとビジネス関係を結んでいた可能性があると、CBSニュースが報じた。
また、ノルウェーの海運王Thomas Wilhelmsenに関わる利益相反疑惑が起こった。

### ドナルド・トランプ政権
ドナルド・トランプ大統領によって駐ノルウェー米国大使に指名され、2017年12月21日に米国上院によって音声投票によって承認された。
2019年11月24日のリチャード・V・スペンサー海軍長官の解任後、トランプ大統領はブレースウェイトを海軍長官に指名すると述べた。2020年3月2日に正式に指名され、5月21日に発声投票によって承認され、5月29日に就任した。
海軍長官としての8カ月間で、約240万ドルの旅費を支出した。当時、COVID-19の流行により他の上級文官は出張を減らしていたが、ブレースウェイトはペンタゴンの他の上級文官よりも多く出張していた。ジョー・バイデンの就任式の前の週、ブレースウェイトは23万2000ドルかけて、水兵も海兵隊も駐留していない小さな環礁、ウェーク島へ飛んだ。また、陸軍と海軍のフットボールの試合に出席するために2万4000ドル以上を費やした。ハワイには、8ヶ月の間に1回以上訪れている。ブレースウェイトは、大規模な出張を擁護し、「ワシントンの机の後ろから、世界中に配備された男女を指導することは不可能だと思う」（"I submit it's impossible to lead men and women deployed around the world from behind a desk in Washington."）と述べた。

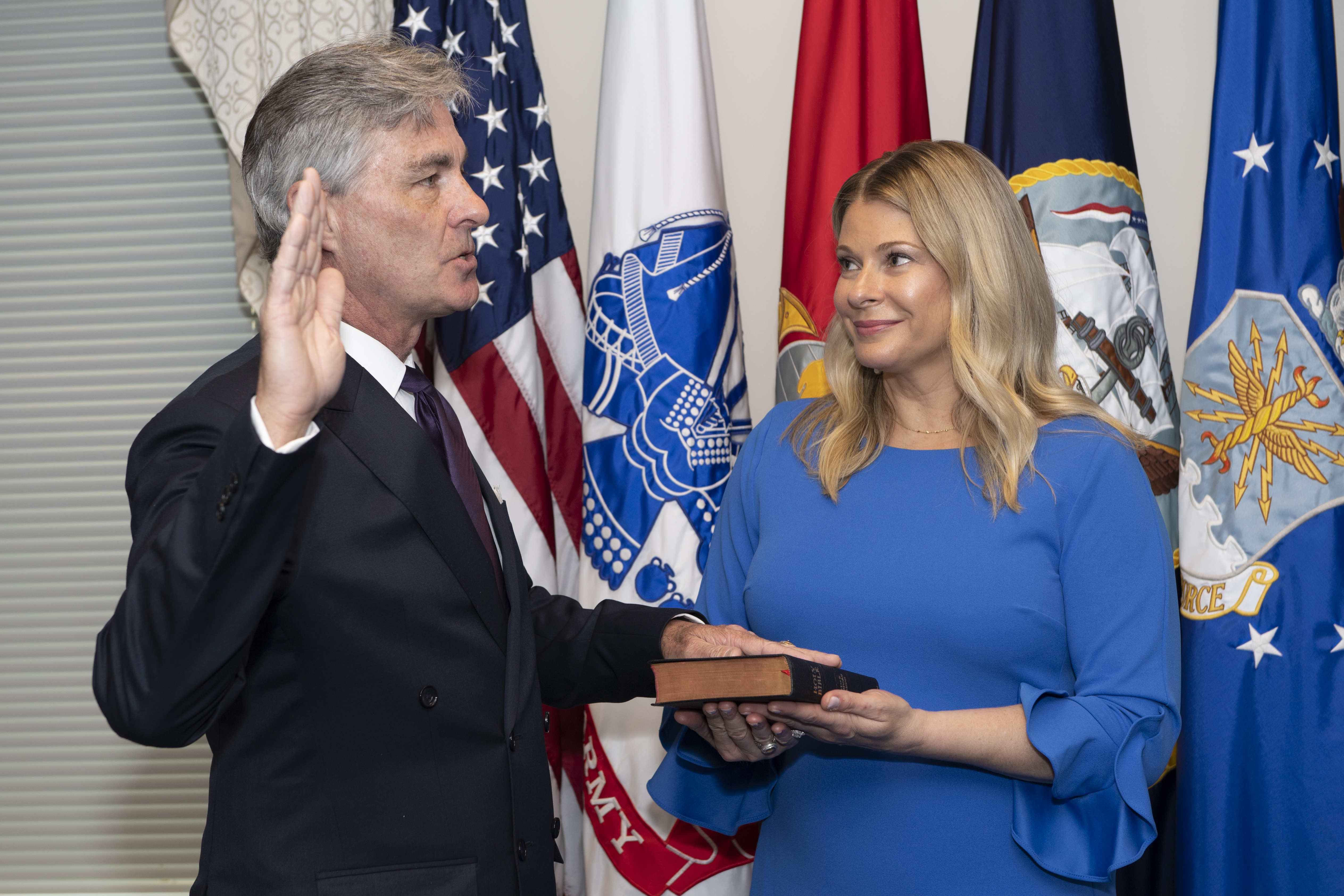
2020年5月29日、海軍長官への就任宣誓を行うブレースウェイト（左）と、聖書を持つメリッサ夫人。

## 栄典
レジオン・オブ・メリット、Oak leaf cluster付Defense Meritorious Service Medal、Meritorious Service Medal、Combat “V”付Navy and Marine Corps Commendation Medal、Navy Achievement Medal、Combat Action Ribbon、その他の多くの勲章を有する。

## 私生活
妻のMelissaとの間に娘のGraceと息子のHarrisonがいる。